# Edward Frankland
Sir Edward Frankland (Churchtown, 18 gennaio 1825 – Gålå, 9 agosto 1899) è stato un chimico inglese.

## Biografia
Nacque a Churchtown, vicino a Lancaster. Dopo avere frequentato gli studi secondari alla Lancaster Royal Grammar School, fu per sei anni apprendista presso un farmacista locale. Nel 1845 entrò nel gruppo del laboratorio di Lyon Playfair a Londra e successivamente lavorò con Robert Bunsen a Marburgo, in Germania. Nel 1847 fu nominato professore di scienze alla Queenwood School, Hampshire, dove conobbe John Tyndall e nel 1851 divenne professore di chimica alla Owen's university di Manchester. Ritornato a Londra sei anni più tardi, divenne conferenziere di chimica al St. Bartholomew Hospital e professore di chimica alla Royal Institution nel 1863. Sin dai primi anni si dedicò alla ricerca con grande successo.
Nel 1853 divenne membro della Royal Society e nel 1897 fu insignito dell'Ordine del Bagno. Morì mentre era in vacanza a Gålå, una località turistica nel distretto norvegese di Gudbrandsdalen. Anche suo figlio Percy Frankland fu un celebre chimico.

## Attività scientifica
Agli inizi, le tematiche analitiche, come l'isolamento di determinati radicali organici, attrassero la sua attenzione ma presto si interessò agli studi sulla sintesi chimica. All'età di venticinque anni, nell'ambito di una ricerca sul cacodile, influenzata dal lavoro di Bunsen, scoprì una serie di composti organometallici. Le considerazioni teoriche che effettuò sono più importanti della stessa scoperta dei composti: intuendo una certa somiglianza molecolare tra alcuni organometalli e tra i composti inorganici dei metalli che li compongono, capì la loro reale struttura molecolare grazie ai composti formati dai metalli con ossigeno, zolfo o cloro e da cui li ottenne per sostituzione dell'elemento inorganico con un gruppo organico. In questo modo egli sconfessò la teoria dei "composti coniugati" e successivamente, nel 1852, rese pubblico il concetto che gli atomi di ogni sostanza elementare hanno una definita capacità di "saturazione", in modo che si possano combinare solamente con un determinato numero limitato di atomi degli altri elementi. Fondò così la teoria della valenza che ha dominato il successivo sviluppo della dottrina chimica e costituisce le fondamenta sulle quali si basa la strutturistica chimica moderna.
In chimica applicata il grande lavoro di Frankland era correlato all'approvvigionamento idrico. Nominato membro della "seconda commissione reale sull'inquinamento dei fiumi" nel 1868, fu fornito dal governo di un laboratorio completamente dotato, nel quale, per un periodo di sei anni, proseguì le ricerche necessarie per gli scopi dell'istituzione con l'intenzione di mettere in luce la quantità enorme di informazioni preziose che riguardano la contaminazione dei fiumi dalle acque luride, rifiuti industriali ecc. e la purificazione dell'acqua per uso domestico. Nel 1865, quando successe ad August Wilhelm von Hofmann alla School of Mines, si prese carico di redigere rapporti mensili sulla qualità dell'acqua fornita a Londra e questo continuò a fare fino alla conclusione della sua vita. Prima fu aspramente critico sulla qualità, ma col passare degli anni divenne fortemente convinto della sua eccellenza e salubrità generale. Le sue analisi erano sia chimiche che batteriologiche e la sua insoddisfazione per i metodi utilizzati precedentemente alla sua nomina lo hanno indotto a spendere due anni per escogitare nuove e più accurate metodiche.
Nel 1859 passò una notte sulla cima superiore del Monte Bianco insieme con John Tyndall. Uno degli scopi della spedizione era scoprire se il tasso di combustione di una candela variasse in funzione della densità dell'atmosfera in cui bruciava, domanda che trovò risposta negativa. Altre osservazioni di Frankland furono il punto di partenza di una serie di esperimenti i cui risultati furono di vasta portata. Notò che sulla cima la candela dà una luce molto flebile, perciò fu indotto a studiare l'effetto prodotto sulle fiamme luminose dal variare della pressione atmosferica in cui stanno bruciando. Trovò che la pressione aumenta la luminosità: in tal modo l'idrogeno, per esempio, brucia con una fiamma più luminosa sotto una pressione di dieci o venti atmosfere rispetto alle normali circostanze. Arrivò alla conclusione che la presenza di particelle solide non è l'unico fattore che influenza la luminosità di una fiamma e mostrò che lo spettro di un gas denso bruciato somiglia a quello di un liquido o di un solido incandescenti. Notò un cambiamento graduale nello spettro di un gas incandescente sottoposto a valori di pressione crescenti: le righe osservabili quando è estremamente assottigliato si allargano in bande indistinte quando la pressione aumenta finché si fondono nello spettro continuo mentre il gas si avvicina ad una densità paragonabile con quella dello stato liquido. Un'applicazione di questi risultati nel campo astrofisico, congiuntamente a Sir Norman Lockyer, lo portò a considerare che almeno gli strati esterni del Sole non possono consistere di materia nella forma liquida o solida, ma deve comporsi di gas o vapori.
Frankland e Lockyer furono anche gli scopritori dell'elio: nel 1868 notarono nello spettro solare una linea gialla luminosa che non corrispondeva ad alcuna sostanza allora conosciuta e che quindi attribuirono ad un elemento allora ipotetico, l'elio.